# Östergötlands runinskrifter ATA6225/65
Östergötlands runinskrifter ATA6225/65 är en runsten på kyrkogården vid Vist kyrka i Sturefors söder om Linköping. Stenen, som är av granit, påträffades under golvnivån i kyrkan 1963. Den var sprucken i delar men lagades och restes på kyrkogården 1965. Den står vid kyrkans sydvästhörn. Ristningen består av vikingatida runor i en slinga utformad som en orm. Därmed är den sannolikt tillkommen på 1000-talet. Delar av inskriften är för skadade för att alls eller med säkerhet kunna tydas.

## Inskriften
Här återges stenens inskrift i translittererad form och hur bedömer Runverket att skriften ska förstås med dagens svenska. Parentes markerar osäker tolkning och bindestreck markerar att runa syns men inte låter sig identifieras.
Translitterering av runraden:
hkun : þiʀ b(r)u- : suniʀ : kun(i)ta- --(t)u : ------ : --(k)--- --(þ)(u)- ---
Normalisering till runsvenska:
Hakon þæiʀ brø[ðr], syniʀ Gunn... [le]tu ... ... ... ...
Översättning till nusvenska:
Håkon och hans bröder, Gunnhilds (?) söner (läto resa stenen efter ..., sin fader?).